# Szkoła Podoficerska Państwowej Straży Pożarnej w Bydgoszczy
Szkoła Podoficerska Państwowej Straży Pożarnej w Bydgoszczy – szkoła podoficerska Państwowej Straży Pożarnej której celem jest kształcenie i przygotowanie słuchaczy do wykonywania zawodu strażaka w Państwowej Straży Pożarnej oraz jednostkach ochrony przeciwpożarowej.
Szkoła została powołana na mocy zarządzenia Ministra Spraw Wewnętrznych z 13 sierpnia 1992 roku. Siedziba szkoły mieści się przy ulicy Glinki w Bydgoszczy. 
Oprócz głównej siedziby na Glinkach, szkoła posiada również ośrodek szkoleniowy w Tylnej Górze nad Zalewem Koronowskim.
Absolwentami szkoły byli między innymi Andrzej Bartkowiak, późniejszy Komendant Główny Państwowej Straży Pożarnej, oraz Dariusz Piechota, reprezentant Polski w piłce nożnej plażowej mężczyzn.